# Чезвік (Пенсільванія)
Чезвік (англ. Cheswick) — місто (англ. borough) в США, в окрузі Аллегені штату Пенсільванія. Населення — 1672 особи (2020).

## Географія
Чезвік розташований за координатами 40°32′35″ пн. ш. 79°48′1″ зх. д. / 40.54306° пн. ш. 79.80028° зх. д. (40.543032, -79.800379).  За даними Бюро перепису населення США в 2010 році місто мало площу 1,42 км², з яких 1,20 км² — суходіл та 0,22 км² — водойми.

## Демографія
Згідно з переписом 2010 року, у селищі мешкало 1746 осіб у 821 домогосподарстві у складі 520 родин. Густота населення становила 1228 осіб/км².  Було 859 помешкань (604/км²).
Расовий склад населення:
| - 98,8 % — білих - 0,4 % — азіатів - 0,2 % — чорних або афроамериканців - 0,1 % — корінних американців |

До двох чи більше рас належало 0,5 %. Частка іспаномовних становила 0,6 % від усіх жителів.
За віковим діапазоном населення розподілялося таким чином: 15,9 % — особи молодші 18 років, 58,5 % — особи у віці 18—64 років, 25,6 % — особи у віці 65 років та старші. Медіана віку мешканця становила 50,5 року. На 100 осіб жіночої статі у селищі припадало 88,1 чоловіків;  на 100 жінок у віці від 18 років та старших — 84,8 чоловіків також старших 18 років.
Середній дохід на одне домашнє господарство  становив 67 447 доларів США (медіана — 54 573), а середній дохід на одну сім'ю — 80 543 долари (медіана — 73 276). Медіана доходів становила 59 034 долари для чоловіків та 40 245 доларів для жінок. За межею бідності перебувало 8,1 % осіб, у тому числі 19,8 % дітей у віці до 18 років та 7,3 % осіб у віці 65 років та старших.
Цивільне працевлаштоване населення становило 805 осіб. Основні галузі зайнятості: освіта, охорона здоров'я та соціальна допомога — 26,2 %, виробництво — 17,6 %, роздрібна торгівля — 11,4 %, науковці, спеціалісти, менеджери — 10,9 %.